# شلالات وادي القلع
شلالات وادي القلع منطقة ساحرة طبيعة خلابة في سلاسل جبال الساحل السوري وعبر تناغم فريد في وادي القلع في محافظة اللاذقية في سوريا، هذه الطبيعة الجميلة تتساقط المياه مكونه اروع وأبدع المشاهد على الإطلاق شلالات وادي القلع وتنساب وتتساقط المياه في مشهد بديع لامثيل له عبر الجرف الصخري والممرات وسط الطبيعة الجميلة والمشاهد التي تضحك امامك بسحرها وروعتها.
المنطقة عبارة عن مجموعة من المزارع والقرى وسط الجبال والغابات وهي المشتية، فويرسات غربية وشرقية ,القصيبة وقرية القلع، وتحيط بالمنطقة قرى المشيرفة ,الدالية, السلمية ,عين غنام، ونهر حريصون الذي يمتد ويفصل المنطقة عن بانياس على الساحل ، جبال وشلالات وغابات وتكثر عيون المياه والينابيع مثل نبع العسل ونبع الشقيف ونبع الساف ونبع الزحلف ونبع استر.